# Lago Los Pejerreyes
Lago Los Pejerreyes är en sjö i Chile.   Den ligger i regionen Región de O'Higgins, i den södra delen av landet, 120 km söder om huvudstaden Santiago de Chile. Lago Los Pejerreyes ligger 1 679 meter över havet.
Trakten runt Lago Los Pejerreyes är ofruktbar med lite eller ingen växtlighet. Runt Lago Los Pejerreyes är det glesbefolkat, med 11 invånare per kvadratkilometer.